# 英艾日克镇
英艾日克镇（維吾爾語：يېڭىئېرىق يېزىسى‎），是中华人民共和国新疆维吾尔自治区阿克苏地区阿瓦提县下辖的一个乡镇级行政单位。

## 行政区划
英艾日克镇下辖以下地区：
恰其村、吐鲁瓦依村、吾斯塘阿热力格村、吐格曼贝希村、拉特勒克村、吐热村、也克力村、阿热阿依玛克村、拜什甫塔克村、托玛村、帕万拉村、苏盖提艾日克村、巴依拉村、夏库尔村、玉斯屯克兰干村、托万克兰干村、开克日布亚村、阔什库都克村、库吾尔尕村、苏亚依迪村、八连村、玉斯屯克托格拉吾斯塘村和托万克托格拉吾斯塘村。